# Hostal de Ipiés
Hostal de Ipiés (en aragonais L'Hostal d'Ipiés) est un village de la province de Huesca, situé à environ cinq kilomètres au sud de la ville de Sabiñánigo, au bord du Gállego et le long de la route nationale N-330, au carrefour avec la route qui permet de rejoindre les villages de Ara, Jabarrella, Castillo Lerés, Lerés, Layés, Lasieso, Estallo et Caldearenas. Il compte aujourd'hui 42 habitants.